# 神明神社 (飯能市)
神明神社（しんめいじんじゃ）は埼玉県飯能市の神社。旧称奥ヶ谷神明社。

## 祭神
天照大神、大山祇命、大物主命、崇徳天皇、保食神、軻具突智命、天御中主大神、神倭盤礼彦命、倉稲玉命、伊邪那美命、速玉男命、事解男命

## 沿革
創建年不明だが、明徳4年（1393年）奉納の鰐口（市指定文化財）があり、それ以前と推測される。
明治5年（1872年）、村社に列し、同41年（1908年）に10社を合祀。

## 飯能の大ケヤキ
境内の大欅（樹齢約800年）は「飯能の大ケヤキ」として埼玉県指定天然記念物に指定されている。

## 神事
- 1月1日　元旦祭
- 2月20日　春祭
- 4月3日　大祭
- 11月28日　秋祭